# Мапа, Алек
Алехандро «Алек» Мапа (англ. Alejandro «Alec» Mapa, родился 10 июля 1965 года в Сан-Франциско, Калифорния, США) — американский актёр и комик филиппинского происхождения.
С 1987 года сыграл около 100 ролей в кино и на телевидении, в том числе в эпизодах сериалов «Шоу Косби», «Мелроуз Плейс», «Хроники молодого Индианы Джонса», «Розанна», «Закон и порядок», «Сайнфелд», «Полиция Нью-Йорка», «Друзья», «Дарма и Грег», «Шпионка», «Отчаянные домохозяйки», «4исла», «Jonas L.A.», «Опасный Генри», «Две девицы на мели», «Их перепутали в роддоме», фильмах «Яркие огни, большой город», «Превратности любви», «В шоу только девушки», «Марли и я», «Спуститься на свою волну», «Шикарное приключение Шарпей» и других. Наибольшую известность ему принесли роли Верна Лимозо в недолговечном ситкоме «Некоторые из моих лучших друзей» (2001), Адама Бенета в сериале «Половинка и половинка» (2002—2006) и Судзуки Сен-Пьера в драмеди «Дурнушка» (2007—2010).
Алек Мапа — открытый гомосексуал и активный сторонник ЛГБТ-движения. В 2008 году он заключил брак со своим давним партнёром Джемисоном Хебертом, вместе с которым воспитывает приёмного сына. За свою работу в области продвижения равенства Мапа был удостоен премии Дэвидсона-Валентини от Альянса геев и лесбиянок против диффамации.